# Незвойовиці
Незвойовиці (пол. Niezwojowice) — село в Польщі, у гміні Палечниця Прошовицького повіту Малопольського воєводства.
Населення — 157 осіб (2011).
У 1975-1998 роках село належало до Келецького воєводства.

## Демографія
Демографічна структура станом на 31 березня 2011 року:
|          | Загалом | Допрацездатний вік | Працездатний вік | Постпрацездатний вік |
| -------- | ------- | ------------------ | ---------------- | -------------------- |
| Чоловіки | 78      | 18                 | 48               | 12                   |
| Жінки    | 79      | 19                 | 38               | 22                   |
| Разом    | 157     | 37                 | 86               | 34                   |